# 트리스탄 스트롱 시리즈
트리스탄 스트롱 시리즈는 릭 라이어던 프리젠트 소속의 크웨임 믐발리아가 서아프리카와 미국-아프리카 신화에 중점을 둔 책 시리즈다.

## 책 목록
현재 책들은 아직 번역되지 않았고, 심지어 한국에서는 원서로 거의 팔리지도 않는다.
- 트리스탄 스트롱이 펀치로 하늘에 구멍을 내다 Tristan Strong Punches a Hole in the Sky(2019년 10월 15일 발매)
- 트리스탄 스트롱이 세계를 부수다 Tristan Strong Destroys the World(2020년 10월 6일 발매 예정)

## 시놉시스

### 트리스탄 스트롱이 펀치로 하늘에 구멍을 내다
- 1권 책 뒤 표지에 있는 시놉시스

이 책은 우연히 고대 아프리카 신들이 아프리카 계 미국인 전설의 신들과 충돌하는 세계인 미드 패스에 구멍을 뚫는 7학년 소년이 출연한다. 그는 미드 패스에서 혼란을 겪고 있는 철 괴물들이 자신의 세계를 잡아먹기 전에 위버 인 아난시를 찾아 찢음을 수리해야 한다.
7학년 학생 트리스탄 스트롱은 버스 사고로 가장 친한 친구를 구하지 못한 이후로 강한 느낌을 받았다. 에디가 남긴 것은 친구가 쓴 이야기 일지이다. 트리스탄은 앨라배마주 조부모의 농장에서 보내는 달을 두려워하며 비극에서 치료를 받는다. 그러나 첫날 밤, 침실에 끈적 끈적한 생물이 나타나서 에디의 일기를 훔친다. 트리스탄은 그 뒤를 쫓아 가고있다. 인형이 맞나? 와 줄다리기는 병 나무 밑에서 그들 사이에서 일어난다. 마지막으로 트리스탄은 생물의 손에서 일지를 물리 치기 위해 나무에 구멍을 뚫어 실수로 미드 패스로 틈새를 찢어낸다. 불타는 바다, 유령의 뼈선,이 주민들을 사냥하는 철 몬스터가있는 휘발성 장소 세계. 트리스탄은 전투 중에 검은 미국 신 존 헨리 (John Henry)와 브레 어 래빗 (Br'er Rabbit)을 소진시켰다. 집으로 돌아가려면 트리스탄과이 새로운 동맹국이 하늘의 구멍을 숨기고 봉인하기 위해 실 짜는 사람 신 아난시(Anansi),를 유혹해야 한다. 그러나 속임수를 쓰는 아난시와의 물물 교환은 항상 가격이 책정된다. 트리스탄은 그가 사랑하는 것들을 더 많이 잃기 전에이 세상을 구할 수 있습니까?

- 2권